# Bilo koja tipka
Press any key (pritisnite bilo koju tipku) je pojam koji su računalni programeri u prošlosti su rabili "Press any key to continue" (Pritisnite bilo koju tipku za nastavak) ili neki sličan tekst kao uputa korisniku kada je bilo potrebno pauzirati procesiranje.

## Povijest
Rani kompjuteri obično su radili s pomoću mehaničkih teleprintera koji su omogućavali bezprekidni ispis njihovog outputa. Ipak, tijekom 70-ih godina teleprinteri su postali zastarjeli i bili su zamijenjeni s računarnim terminalom, no problem je bio da bi se tekst izgubio kada bi se izbrisao s ekrana. Zbog toga su programi često pauzirali radnju nakon prikazivanja jednog ekrana s tekstom, kako bi korisnik mogao vidjeti rezultate i onda pritisnuti tipku da bi se prebacio na sljedeći ekran. Slična pauza je bila potrebna kada bi se od korisnika zahtijevale neke radnje, poput ubacivanja diskete.
Zanimljiva je pak činjenica da na većini operacijskih sustava određeni set tipki poput takozvanih lock i modifier tipki nisu omogućavale nastavak procesiranja jer ne rade neki znak koji bi program mogao prepoznati.
Ove upute su bile veoma česte na operacijskim sustavima s tekstualnim korisničkim sučeljem, prije nego što su se počeli razvijati oni s grafičkim korisničkim sučeljem (GUI), koji su obično imali takozvani scrollbar kako bi se omogućilo korisniku da vidi više od jednog ekrana/prozora podataka. Danas se još uvijek koristi grafički ekvivalent upute poput "Press OK to continue" za hardverske interakcije.
Neki Samsungovi daljinski upravljači za DVD playere (npr. DVD-R130) su u sučelju imali značajku "anykey" koja se koristila za pregled statusa DVD-a koji se gledao.

## Kulturni značaj
Postoje objave da su neki korisnici tražili tipku označenu kao "any", i čak zvali tehničku podršku kad istu ne bi uspjeli naći. Kompjuterska tvrtka Compaq  je čak uredila svoj FAQ, tj. priručnik s često postavljanim pitanjima, kako bi se objasnilo da ne postoji tipka "any",  te je u nekom trenutku razmatrala zamjenu naredbe "Press any key" s "Press return key".
Koncept tipke "any" postao je popularan u kompjuterskom humoru, dijelom i zbog epizode Simpsona u kojima glavni lik Homer Simpson pita: Where's any key? (Gdje je tipka any?) kada vidi naredbu "press any key" na ekranu.